# Effet électronique
 (avril 2020).
Si vous disposez d'ouvrages ou d'articles de référence ou si vous connaissez des sites web de qualité traitant du thème abordé ici, merci de compléter l'article en donnant les références utiles à sa vérifiabilité et en les liant à la section « Notes et références ».
Par opposition aux effets stériques, les effets électroniques décrivent les interactions électroniques qui influencent une réaction chimique ou la conformation d’une molécule.